# Jim Savage
Jim Savage (Nueva Zelanda; 1 de julio de 1936-20 de febrero de 2023) fue un atleta, arquero y tenista de mesa neozelandés que fue dos veces medallista paralímpico.

## Carrera
De los tres deportes en los que participaba, fue en atletismo en la modalidad de impulso de bala donde destacó; ganó la medalla de bronce en los Juegos Paralímpicos de Heidelberg 1972 quedando por detrás de David Williamson de Estados Unidos y Daniel Erasmus de Sudáfrica.
Vuelve a ganar la medalla de bronce en la edición de los Juegos Paralímpicos de Toronto 1976, vencido esta vez por Eric Russell de Australia y Lance Labuschagne de Sudáfrica.
En 1977 fue condecorado con la Orden del Imperio Británico por su contribución al deporte.